# 宝福寺 (中野区)
宝福寺（ほうふくじ）は、東京都中野区にある真言宗豊山派の寺院。

## 概要
創建年代は不明である。寺伝では、聖徳太子が諸国巡遊している際に、この地に寺を建てたとしている。隣の多田神社の旧別当寺でもある
太子が持っていたとされる如意輪観音は、境内の観音堂に安置されている。
境内には、明治初期の小学校教員だった戸村直衛を対象とする筆塚がある。

## 交通アクセス
- 東京メトロ丸ノ内線方南町駅より徒歩10分[1]。
- 新宿駅西口よりバス(京王バス　宿33系統永福町行き)「栄橋」下車